# 최윤 (1963년)
최윤(1963년 9월 6일 ~ )은 대한민국의 기업인으로 OK금융그룹의 회장직을 역임하고 있다.
1963년 일본 나고야에서 태어난 최윤 회장은 ‘재일교포 3세’로서 일본에서는 ‘자이니치(在日)’로 불리며 이방인으로, 한국에서는 외국인으로 불리며 ‘경계인(境界人)의 삶’을 살아왔다. 당시 일본사회에서는 재일동포라는 이유만으로 좋은 학교를 졸업하고도 공무원은 물론 일류 기업에 취직하는 것조차 불가능했다. 이에 최윤 회장은 자연스레 사업체 운영을 꿈꾸게 되었으며, 대학을 졸업하자마자 첫 사업으로 한국식 불고기 전문 식당인 ‘신라관’을 개업했으며, 이후 일본 전역에 60여개의 매장을 열며 사업 확장에 성공했다.  
요식업으로 성공을 일군 최윤 회장은 ‘일본 땅에 사는 한국인’, 재일교포 출신’이라는 이유 만으로 많은 차별과 멸시를 받았던 일본을 떠나 조국인 한국에서 새로운 도전을 시작했다. 선택한 분야는 '소비자금융업'으로, 지난 2002년 소비자금융회사 ‘원캐싱’을 설립한 최윤 회장은 국내에서 활동하던 일본계 소비자금융업체인 ‘아에루(AEL)’의 부도에 ‘A&O’가 매물로 나오자, 재일동포 상공인들을 설득해 ‘A&O대부’와 ‘프로그레스대부’ 등 7개 업체를 차례로 인수했다. 
최윤 회장은 본격적으로 제도권 금융 시장의 문을 두드리며 '예나래저축은행'과 '예주저축은행'을 품에 안는 데 성공했다. 이후 최윤 회장은 직접 대표이사를 역임하며 저축은행의 사명을 'OK저축은행'으로 변경했다. 이후에도 최윤 회장은 수차례의 도전 끝에 지난 2015년 한국씨티은행의 자회사인 '씨티캐피탈'의 우선협상자로 선정, 사명을 'OK캐피탈'로 바꾸며 제도권 금융 내 무대를 넓혀나가고 있다.
최윤 회장이 기업 성장 만큼이나 중요하게 생각하는 건 '교육 장학사업과 스포츠 후원'이다. 최윤 회장은 '교육만이 현지 사회에서 당당히 인정받을 수 있는 원동력'이라는 신념 아래 'OK배정장학재단'을 설립, 매년 장학생을 선발하고 있다.
최윤 회장은 2019년부터 세계 최초 재외한국학교인 ‘오사카금강 인터내셔널 스쿨(Osaka Kongo International School•이하 금강학교)’의 이사장도 맡고 있다. 2019년 제 11대 금강학교 이사장으로 취임 후 명문 국제학교로 도약한다는 목표로 교명을 ‘오사카 금강학교’에서 ‘오사카금강 인터내셔널 스쿨’로 변경하고 △한국어∙영어∙일본어 어학 집중 교육 △우수교원 확보 및 교원 교육 강화 △우수인재 육성을 위한 장학제도 도입 등의 변화를 일궈내고 있다. 
최윤 회장은 2021년 1월 13일에 제24대 대한럭비협회 회장으로 선출되어, 대한럭비협회장으로 활동 중이다. 2023년 3월에는 ‘OK금융그룹 읏맨 프로배구단’에 이은 그룹의 두 번째 스포츠 구단으로 ‘OK금융그룹 읏맨 럭비단’을 창단했다. 
골프 부문에선 그룹 내 장학재단을 통해 차세대 골프 유망주의 성장을 지원하는 골프 장학생 프로그램을 운영하고 있으며, 전 야구 국가대표팀 감독과의 오랜 인연을 바탕으로 지난 2010년부터 14년간 ‘선동열배 OK 전국농아인야구대회’를 개최하며 농아인 스포츠 지원에도 앞장서고 있다.
최윤 회장은 한국 럭비 발전을 위해 전방위적인 개혁을 추진한 공로를 인정받아 '제32회 도쿄 하계 올림픽' 당시 대한민국 국가대표 선수단 부단장으로 선임된 바 있으며, 지난해 9월 열린 '제19회 항저우 아시아경기대회(아시안게임)'에서는 대한민국 국가대표 선수단을 이끌 선수단장으로 공식 선임됐다.
아울러 최윤 회장은 2024년 2월 한일경제협회 부회장으로 선임된 이후 대한민국을 대표하는 경제인으로서 한일 양국의 경제 연계 확대 및 상호교류 증진을 위한 소통 창구 역할을 하고 있다.